# Faune Rondanini
Le Faune Rondanini est une sculpture en marbre réalisée entre 1625 et 1630 par l'artiste flamand François Duquesnoy, conservée au British Museum de Londres,. La figure a été sculptée à partir d'un ancien torse romain, : la capacité de Duquesnoy, en effet, à intégrer les restes de statues antiques était considérée à Rome comme « absolument parfaite ». La restauration de celle-ci, au XVIIe siècle, a impliqué des interventions de goût baroque de la part du sculpteur, et le Faune, bien que sans excès, ne fait pas exception, sa pose dynamique en est la preuve.

## Histoire et description

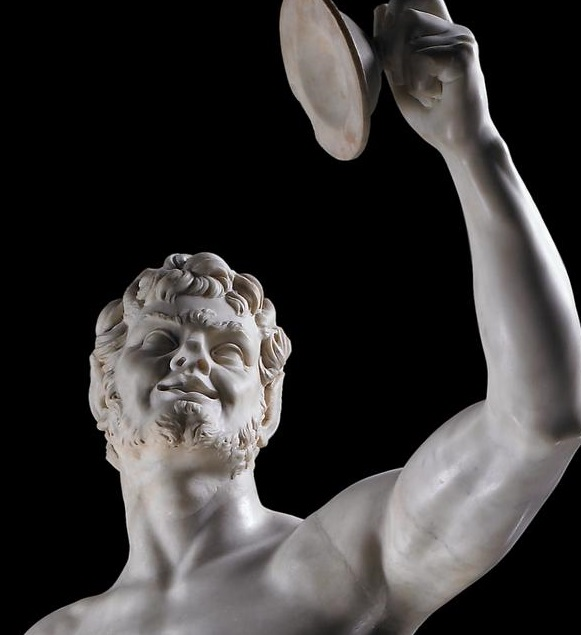
Faune Rondanini, détail de la tête et du bras gauche.

La restauration et l'achèvement du buste ont été attribués à Duquesnoy par son biographe, Giovanni Pietro Bellori et par l'un de ses élèves, Orfeo Boselli.
Dans ses Observations de la sculpture antique, au chapitre concernant la restauration, Boselli mentionne le Faune Rondanini comme exemple de la capacité pratique de Duquesnoy. Selon Estelle Lingo « Boselli décrit la figure comme prête à sauter, et en fait le Faune est représenté en plein milieu du mouvement, avec les orteils droits juste au repos et le pied gauche levé, les deux bras tendus et la tête levée, comme s'il venait de sauter et de frapper les cymbales qu'il tient dans ses mains»,. Le grand mouvement du faune est un symbole clair de l'influence baroque sur Duquesnoy, qui, bien qu'admirateur de la manière grecque, a permis à l'art baroque d'imprégner le goût de la statue,.
L'artiste a certainement ajouté les membres et la tête, tandis que le torse avec la queue du faune est antique. Les bras sont ce qui permet à la sculpture d'avoir un si grand mouvement. L'œuvre, commandée par Alessandro Rondanini, tire son nom de ce dernier et du Palazzo Rondanini à Rome, qui l'abritait autrefois.